# Лойки (Брестская область)
Лойки (бел. Лойкі) — деревня в Жабинковском районе Брестской области Беларуси. Входит в состав Степанковского сельсовета.

## География
Деревня находится в западной части Брестской области, при автодороге Н-26295, на расстоянии приблизительно 6 километров (по прямой) к северо-западу от города Жабинка, административного центра района. Абсолютная высота — 144 метра над уровнем моря. Площадь населённого пункта — 0,0587 км².

## История
По состоянию на 1905 год, в Лойках проживало 77 человек. В административном отношении деревня входила в состав Сехновичской волости Кобринского уезда Гродненской губернии.
Согласно Рижскому мирному договору (1921), деревня вошла в состав межвоенной Польши, входила в состав гмины Сехновиче Кобринского повета Полесского воеводства. В 1921 году числилось 22 жителя, проживавших в 5 домах. В этническом составе населения того периода поляки составляли 100 %. В конфессиональном составе населения православные христиане составляли 100 %.
С 1939 года в БССР, с 1940 года в составе Степанковского сельсовета.

## Население
По данным переписи 2019 года, в деревне проживало 11 человек.
| Год  | Население, человек |
| ---- | ------------------ |
| 1846 | 121                |
| 1897 | ↘ 119              |
| 1905 | ↘ 77               |
| 1921 | ↘ 22               |
| 1959 | ↗ 49               |
| 1970 | ↘ 28               |
| 2005 | ↘ 16               |
| 2009 | ↘ 10               |
| 2019 | ↗ 11               |